# 秋渠乡
秋渠乡，是中华人民共和国河南省周口市郸城县下辖的一个乡镇级行政单位。

## 行政区划
秋渠乡下辖以下地区：
秋渠南村、秋渠北村、周庄村、李韩庄村、张老庄村、钱小寨村、王堂村、姚庄村、于关帝庙村、大马庄村、于寨村、靳庄村、李堂村、牛庄村、前刘楼村、后刘楼村、任楼村、赵庄村、何庄村、高小桥村、马洼村、刘小寨村、纪庄村、朱大楼村、朱半截楼村和马庙村。